# Ázsia kultúrája
Ázsia kultúrája már a kontinens hatalmas mérete miatt is igen sokszínű és magába foglalja a művészetek, az építészet, a zene, az irodalom, az életmód és szokások, a filozófia és a vallás hagyományait.
A kontinenst általában hat földrajzi alrégióra osztják, amelyekre érzékelhető közös vonások jellemzőek, mint például a kultúra, a vallás, a nyelv és a relatív etnikai (faji) eredet. Ezek a régiók: Közép-Ázsia, Kelet-Ázsia, Észak-Ázsia, Dél-Ázsia, Délkelet-Ázsia és Nyugat-Ázsia.

## Sport
Ázsia hatalmassága miatt a sportágak népszerűsége nagymértékben változik régiónként.
Az egyesületi labdarúgás széles körben népszerű Ázsiában. A boksz, a tollaslabda és az asztalitenisz nagyon népszerű Kelet-Ázsiában. 
A baseball Japánban, Dél-Koreában és Tajvanon igen népszerű. 
A krikett különösen Dél-Ázsiában: Indiában, Pakisztánban, Bangladesben és Srí Lankán népszerű; és újabban Nepálban.